# Rizzoli Lizard
Rizzoli Lizard Edizioni (originariamente Lizard, dal 1993 al 2008) è una casa editrice di fumetti italiana fondata nel 1993 e nata dall'idea di Hugo Pratt, di cui vengono pubblicate le tavole. Dal 2008 è entrata a far parte del Gruppo RCS per essere acquisita nel 2016, insieme ad altri marchi di Rizzoli, dal Gruppo Mondadori.

## Storia
L'editrice si occupa prevalentemente di fumetto d'autore, pubblicando le opere di autori italiani e di tutto il mondo come Hugo Pratt, Vittorio Giardino, Hergé, Milo Manara, Marjane Satrapi ed altri. La serie di maggior rilevanza pubblicata dalla casa editrice è quella di Corto Maltese creata da Pratt. L'azienda, originariamente denominata Lizard, fu fondata a Roma nel 1993 per volontà di Hugo Pratt, che contribuì ad essa disegnando il logo della casa editrice rappresentante una lucertola stilizzata, insieme a Patrizia Zanotti e Marco Steiner. Nel primo catalogo raccoglieva, oltre che le tavole del suo fondatore, autori italiani di spicco come Hergé, Vittorio Giardino, Sergio Toppi e Attilio Micheluzzi. Negli anni il catalogo è stato arricchito con 250 titoli, tra cui l'acquisizione dei diritti delle opere di Marjane Satrapi, autrice di Persepolis.
Il 7 maggio 2008 è stata acquistata dal gruppo RCS e il nome ufficiale è diventato Rizzoli Lizard, con sede a Milano. Dal 2016, con l'acquisizione di RCS Libri S.p.A., la casa editrice del fumetto, con all'attivo circa 500 volumi, entra nella sfera d'influenza del Gruppo Mondadori, insieme agli altri brand di Rizzoli. L'editore ripropone classici del fumetto italiano, come Magnus e Tex, e i classici Lizard, come il Tintin di Hergé, ma pubblica anche nuovi autori nazionali e internazionali. Cinque anni dopo l'acquisizione di RCS, la casa editrice conta 200 titoli in più.
In occasione dei 50 anni del fumetto Corto Maltese, Lizard ha pubblicato un'edizione anniversario ricca di tavole di disegno rare e completata dalla postfazione di Gianni Brunoro. A settembre 2017 l'editore ha rilasciato una nuova storia dal titolo Equatoria.
La casa editrice si è occupata anche di pubblicare in Italia altre opere rilevanti: alcuni manga tra cui quelli del maestro giapponese Jirō Taniguchi come La vetta degli dei o Furari. Sulle orme del vento e PIL di Mari Yamazaki, la trasposizione a fumetti del romanzo intitolato Uomini che odiano le donne del giornalista e scrittore svedese Stieg Larsson, il Persepolis della francese Marjane Satrapi, Addio Chunky Rice dello statunitense Craig Thompson, alcune opere dell'italiano Magnus fra cui Lo Sconosciuto e I Briganti, The Full Monti di Makkox sempre italiano e la serie a fumetti intitolata Blacksad creata dagli autori spagnoli Juan Díaz Canales e Juanjo Guarnido.